# Mona Bone Jakon
Mona Bone Jakon ist das 1970 erschienene dritte Studioalbum des Folk-Rock-Sängers und Songwriters Cat Stevens.

## Geschichte
Cat Stevens schrieb seine ersten Lieder Ende der 1960er Jahre und trat mit mittelmäßigem Erfolg auf Tourneen auf. 1968, in seinem 20. Lebensjahr, erkrankte er an Tuberkulose und musste längere Zeit ins Krankenhaus. Er zog sich komplett aus dem Musikgeschäft zurück und verbrachte einige Monate in einem Sanatorium.
Dort schrieb er die ersten neuen Songs, die im April 1970 auf Mona Bone Jakon erschienen. Als neuer Produzent wurde Paul Samwell-Smith verpflichtet, der wiederum Alun Davies als Studiomusiker hinzuzog, der sich mit Cat Stevens so gut ergänzte, dass er bis 1978 ein fester musikalischer Bestandteil blieb und diese Rolle auch 2006 wieder einnahm.
Cat Stevens’ Stil hatte sich komplett verändert und die Vielzahl an neu entstandenen Songs führte dazu, dass er bereits im selben Jahr sein nächstes Album Tea for the Tillerman veröffentlichte, das ein noch größerer Erfolg wurde. Der Originaltitel des Albums lautete The Dustbin Cried the Day the Dustman Died; dieser erschien Stevens aber zu lang, so entschied er sich für den Namen Mona Bone Jakon, der laut eigener Aussage in einem Interview des französischen Magazins Pop Musique ein Pseudonym für seinen Penis darstellt. Das Album erreichte Platz 63 der britischen Charts, in den US-Charts Platz 164. Die Singleauskopplung Lady d'Arbanville platzierte sich in den britischen Top Ten auf Platz 8.
Die Songs aus den beiden Alben Mona Bone Jakon und Tea for the Tillerman bilden die Basis für die Filmmusik zu Hal Ashbys Kultfilm Harold und Maude aus dem Jahre 1971. Peter Gabriel, der mit Genesis ebenfalls bei A&M Records unter Vertrag stand, spielte die Flöte bei dem Song 'Katmandu'. Das Album wurde im Jahr 2000 in einer von Ted Jensen remasterten Version wiederveröffentlicht.

## Titelliste
Alle Titel wurden von Cat Stevens geschrieben.
1. Lady d'Arbanville – 3:45
2. Maybe You're Right – 3:25
3. Pop Star – 4:13
4. I Think I See The Light – 3:55
5. Trouble – 2:49
6. Mona Bone Jakon – 1:42
7. I Wish, I Wish – 3:50
8. Katmandu – 3:22
9. Time – 1:26
10. Fill My Eyes – 3:00
11. Lilywhite – 3:41

## Kommerzieller Erfolg

### Chartplatzierungen
| ChartsChartplatzierungen       | Höchstplatzierung | Wochen |
| ------------------------------ | ----------------- | ------ |
| Vereinigte Staaten (Billboard) | 164 (16 Wo.)      | 16     |
| Vereinigtes Königreich (OCC)   | 63 (4 Wo.)        | 4      |

### Auszeichnungen für Musikverkäufe
| Land/Region               | Auszeichnungen für Musikverkäufe (Land/Region, Auszeichnung, Verkäufe) | Verkäufe  |
| ------------------------- | ---------------------------------------------------------------------- | --------- |
| Deutschland (BVMI)        | Platin                                                                 | 500.000   |
| Frankreich (SNEP)         | Gold                                                                   | 100.000   |
| Vereinigte Staaten (RIAA) | Gold                                                                   | 500.000   |
| Insgesamt                 | 2× Gold ·                                                              | 1.100.000 |

Hauptartikel: Cat Stevens/Auszeichnungen für Musikverkäufe